# Cinéma marathi

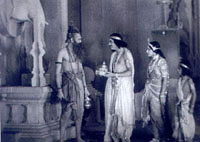
Ayodhyecha Raja.

Le cinéma marathi est le terme utilisé pour désigner l'industrie cinématographique du cinéma indien, en langue marathi, parlée dans l'État de Maharashtra, en Inde. Basée dans le vieux Mumbai, c'est la plus ancienne et l'une des premières industries cinématographiques de l'Inde. Le premier film marathi à sortir en Inde est Shree Pundalik de Dadasaheb Torne (en), le 18 mai 1912, au Coronation Cinematograph de Mumbai, avec une équipe marathi qui jouait des Sangeet natikas (comédies musicales) et des pièces de théâtre en marathi et en sanskrit à cette époque. Le premier film parlant marathi, Ayodhyecha Raja (en) est sorti en 1932, un an seulement après Alam Ara, le premier film parlant hindi. Bien que l'industrie soit beaucoup plus petite que le grand marché du cinéma hindi basé à Mumbai, le cinéma marathi est exempt de taxes et connaît une croissance ces dernières années. Raja Harishchandra, réalisé par Dhundiraj Govind Phalke, est un film marathi, aujourd'hui connu comme le premier long métrage de l'Inde, sorti en 1913. Le prix Dadasaheb Phalke est la plus haute distinction indienne dans le domaine du cinéma, décernée chaque année par le gouvernement du Maharashtra (en) pour l'ensemble des contributions au cinéma indien. 

### Note
- (en) Cet article est partiellement ou en totalité issu de l’article de Wikipédia en anglais intitulé « Marathi cinema » (voir la liste des auteurs).